# 밑들이
밑들이(Panorpa cornigera)는 밑들잇과의 곤충이다. 몸의 길이는 1.5cm 정도이며, 검은색이다. 몸에 비하여 넓고 둥그스름한 날개가 있다. 봄에 나타나 나비 같은 다른 곤충의 즙액을 빨아 먹고 사는데, 애벌레는 땅속에 굴을 파고 산다. 한국, 일본 등지에 분포한다.
밑들이 수컷은 파리와 같은 작은 곤충을 잡아서 포장한 뒤에 암컷에게 구애의 선물로 넘겨준다. 암놈은 수놈이 가져온 혼수품을 꼼꼼히 검사하므로 먹이가 클 수록 짝짓기가 쉬워진다.

## 같이 보기
- 동종포식